# 羅蘭·艾默瑞奇
羅蘭·艾默瑞奇（德語：Roland Emmerich，德語：[ˈʁoːlant ˈɛməʁɪç] ⓘ，1955年11月10日—），是一名德國電影導演、編劇兼製片人。羅蘭·艾默里奇所執導的電影大多是由好萊塢製作的英語電影，其票房收入在全球範圍內達到30億美元，超過歐洲其他導演，其美国總票房也已超過10億美元，成為電影史上最賺錢的導演第十一名。
艾默瑞奇的導演工作源自他所執導的電影《諾亞方舟原理》，這也是他畢業論文的一部份。1985年，羅蘭·艾默瑞奇和他的姐姐烏特·艾默瑞奇（Ute Emmerich）共同創辦了中心城邦娛樂公司。艾默瑞奇還是一名藝術品收藏家和同性戀權利社會活動家，他本人也是一名已出櫃的同性戀者。他同時也是一名關注全球變暖和公民平權的活動家。
艾默瑞奇執導了許多成功的影片，其中大多為災難片，例如《ID4星際終結者》（1996年）、《明日之後》（2004年）和《2012》（2009年）；也包括《星際之門》（1994年）和《決戰時刻》（2000年）。雖然他的很多電影在票房上收入頗高，但是包括《魔鬼命令》（1992年）、《酷斯拉》（1998年）和《史前一萬年》（2008年）在內的電影則是惡評如潮。

## 早期生涯
羅蘭·艾默瑞奇出生在德國的斯圖加特，然後在辛德尔芬根附近的小鎮長大。 年輕時，艾默瑞奇在度假的時候走遍了歐洲和北美。這筆費用是由艾默瑞奇的父親，一名富裕的園林機械生產商人，漢斯所提供。 1997年，艾默瑞奇進入慕尼黑電影電視大學，學習成為一名影視藝術指導。 在觀看了《星球大戰》之後，他毅然轉系成為一名導演系學生。 1981年的時候，艾默瑞奇要為他的畢業論文製作一部電影短片，而他卻拍攝成了一部標準長度的電影《諾亞方舟的原理》。這部電影也獲選成為1984年第34屆柏林國際電影節的開幕電影。
1985年，羅蘭·艾默瑞奇和他的姐姐兼製片人烏特·艾默瑞奇合資創辦了中心城邦電影製作公司（即現在的中心城邦娛樂公司）。同時他在這一年拍攝了他的電影處女作，奇幻片《魔偶奇譚》。 隨後他在1987年指導了喜劇片《好萊塢怪物》和在1990年執導了科幻片《霹靂雄鷹》。戲劇性的是，這些電影最後只在艾默里奇的祖國及周邊地區發行，儘管艾默里奇使用英語拍攝并試圖與傳統德國風格作對來吸引更廣大的市場。 隨後，《霹靂雄鷹》於1991年初以錄像帶直接銷售的形式進入美國市場。緊接著，《好萊塢怪物》和《魔偶奇譚》也以家庭錄像帶的形式進入到美國市場，讓羅蘭·艾默瑞奇在美國獲得了更大的關注。

## 好萊塢經歷

### 1990年代
製片人馬里奧·卡薩爾邀請羅蘭·艾默瑞奇來美國指導一部科幻背景的動作片《安索帕》（Isobar）。 迪安·德福林自電影《霹靂雄鷹》開始便擔任艾默里奇的創作和製片夥伴，直到2000年。 但艾默瑞奇最後拒絕了製片人的報價，導致德福林重新撰寫的劇本報廢，進而導致《安索帕》拍攝計劃破產。 不過艾默瑞奇隨後便被要求替換導演安德魯·戴維思參與電影《魔鬼命令》的執導工作。這部電影儘管評價不佳但仍獲得了成功的票房，隨後發行了兩部直售錄像帶續集和一部劇場版續集，並在2010年又發行了另外一部續集。
之後他執導的《ID4星際終結者》和《酷斯拉》都贏得成功的票房，但其中《酷斯拉》則獲得慘烈的負面評價。

### 2000年代
2000年時，艾默瑞奇從原本的科幻片改拍美國革命戰爭片《決戰時刻》，他這次沒有參與劇本。電影獲得了正面好評和票房，而他之後執導的《明天過後》和《史前一萬年》都沒有《決戰時刻》的評價來得高，其中《史前一萬年》更被影評人認為是艾默瑞奇最糟的電影。此外，在《史前一萬年》上映後，艾默瑞奇被任命翻拍1966年科幻片《聯合縮小軍》，但該項目後來接近取消。

### 2012年代
艾默瑞奇在執導完《2012》後，下一部作品為《莎士比亞的祕密》。艾默瑞奇的動作驚悚片《白宮末日》於2013年6月28日上映。而《ID4星際終結者》相隔二十年的續集《ID4星際重生》於2015年4月20日開始拍攝正式，於2015年8月22日結束。電影定於2016年6月24日在美國和中國上映。

## 作品年表
除了電影之外，艾默瑞奇也聯合創作和製作了短命電視劇《外星訪客》。2001年，艾默瑞奇還為戴姆勒·克萊斯勒公司執導了一分鐘廣告，名為“無限的可能（Infinite Possibilities）”。

### 電影
| 年份 | 名稱           | 導演 | 製片 | 編劇 | 演員 | 備註 |
| ---- | -------------- | ---- | ---- | ---- | ---- | --- |
| 1979 | 弗蘭茲曼（Franzmann）   |      |      | 是   |      | |
| 1980 | 中音薩克斯（Altosax） |      |      | 是   | 是   | 電視電影 |
| 1984 | 諾亞方舟原理   | 是   | 是   | 是   |      | |
| 1985 | 魔偶奇譚       | 是   |      | 是   |      | |
| 1987 | 好萊塢怪物     | 是   |      | 是   |      | |
| 1990 | 霹靂雄鷹       | 是   | 是   | 是   |      | |
| 1991 | 暴風眼（Eye of the Storm）     |      | 是   |      |      | |
| 1992 | 魔鬼命令       | 是   |      |      |      | |
| 1994 | 超時空毀滅者   |      | 是   |      |      | |
| 1994 | 星際奇兵       | 是   |      | 是   |      | |
| 1996 | ID4星際終結者  | 是   | 是   | 是   |      | 人民選擇獎最受歡迎劇情電影 兒童選擇獎最受歡迎電影 土星獎最佳導演 《環球》讀者選擇獎最佳導演 雨果獎最佳劇情表演（提名） MTV電影獎最佳影片（提名） 金草莓獎最差年度上億票房劇本（提名） |
| 1998 | 酷斯拉         | 是   | 是   | 是   |      | 金草莓獎年度最差改編及續集電影 金草莓獎年度最差導演（提名） 金草莓獎年度最差影片（提名） 金草莓獎年度最差劇本（提名） 土星獎最佳導演（提名） 土星獎最佳科幻電影（提名）               |
| 1999 | 異次元駭客     |      | 是   |      |      | |
| 2000 | 決戰時刻       | 是   | 是   |      |      | |
| 2002 | 近蛛者殺       |      | 是   |      |      | |
| 2004 | 明天過後       | 是   | 是   | 是   |      | |
| 2007 | 血腥人販       |      | 是   |      |      | |
| 2008 | 史前一萬年     | 是   | 是   | 是   |      | |
| 2009 | 2012           | 是   | 是   | 是   |      | 土星獎年度最佳動作及冒險電影（提名） |
| 2011 | 莎士比亞的祕密 | 是   | 是   |      |      | |
| 2011 | 墜入地獄       |      | 是   |      |      | |
| 2013 | 白宮末日       | 是   | 是   |      |      | |
| 2015 | 石牆風暴       | 是   | 是   |      |      | |
| 2016 | ID4星際重生    | 是   | 是   | 是   |      | |
| 2019 | 決戰中途島     | 是   | 是   |      |      | |
| 2022 | 月球隕落       | 是   | 是   | 是   |      | |

### 劇集
| 年份      | 標題         | 身份 | 身份      | 身份          |
| 年份      | 標題         | 導演 | 製片 監製 | 編劇 聯合編劇 |
| --------- | ------------ | ---- | --------- | ------------- |
| 1997–1998 | 外星訪客     |      | 是        |               |
| 1998–2000 | 酷斯拉動畫版 |      | 是        |               |

### 爛番茄評分
| 電影           | 得分 |
| -------------- | ---- |
| 魔鬼命令       | 19%  |
| 星際奇兵       | 48%  |
| ID4星際終結者  | 60%  |
| 酷斯拉         | 26%  |
| 愛國者         | 62%  |
| 明天過後       | 45%  |
| 史前一萬年     | 8%   |
| 2012           | 39%  |
| 莎士比亞的祕密 | 47%  |
| 驚天危機       | 50%  |
| 石牆風暴       | 9%   |
| ID4星際重生    | 33%  |

## 外部連結
- 羅蘭·艾默瑞奇在互联网电影资料库（IMDb）上的資料（英文）
- 羅蘭·艾默瑞奇在豆瓣上的资料（简体中文）
- 羅蘭·艾默瑞奇在时光网上的簡介（简体中文）